# Morag Pirie
Morag Pirie (Aberdeen, 1975. június 27. –) skót nemzetközi női labdarúgó-játékvezető.

## Pályafutása

### Labdarúgóként
Aktív labdarúgóként az Aberdeen Egyetem és a skót Aberdeen Accies klubokban játszott.

### Labdarúgó-játékvezetőként

#### Nemzeti játékvezetés
Egy gyermektornán közmegelégedésre segédkezett játékvezetőként. A sportvezetők javasolták részére, hogy tegyen vizsgát. A játékvezetői vizsgát 1996-ban tette le, 2001-ben lett hazája legfelső szintű labdarúgó-bajnokságának játékvezetője. Első nőként a skót Liga minden szintjén foglalkoztatják játékvezetőként (bíró, asszisztens).
Jelentősebb események
- 2000 - asszisztens játékvezető a 15 év alatti Skót labdarúgókupa döntőn
- 2001 - Hugh Dallas játékvezető egyik asszisztense a női Skót labdarúgókupa döntőn
- 2003 - negyedik hivatalnok Aberdeen–Liverpool barátságos találkozón

#### Nemzetközi játékvezetés
A Skót labdarúgó-szövetség Játékvezető Bizottsága (JB) 2009-ben terjesztette fel nemzetközi játékvezetőnek, a Nemzetközi Labdarúgó-szövetség (FIFA) bíróinak keretébe. Több nemzetek közötti válogatott és klubmérkőzést vezetett.  UEFA besorolás szerint a 3. kategóriába tevékenykedik.

##### Világbajnokság
2009-ben Belgrádban rendezték az Universiade (Világ Diák Játékok) labdarúgó tornáját, ahol a FIFA JB bíróként alkalmazta.
A világbajnoki döntőhöz vezető úton Németországba a VI., a 2011-es női labdarúgó-világbajnokságra a FIFA JB játékvezetőként foglalkoztatta.
| Időpont           | Helyszín                  | Mérkőzés típusa           | Mérkőzés             | Eredmény |
| ----------------- | ------------------------- | ------------------------- | -------------------- | -------- |
| 2009. október 28. | Városi Stadion, Sopron    | előselejtező (4. csoport) | Magyarország–Románia | 1 : 1    |
| 2010. május 9.    | Sajmišta Stadion, Vrbovec | előselejtező (1. csoport) | Horvátország–Szerbia | 1 : 2    |

##### Európa-bajnokság
2011-ben Olaszországba az U19-es női labdarúgó-Európa-bajnokságra vezető úton az UEFA JB bírói szolgálatra alkalmazta.
| Időpont         | Helyszín                   | Mérkőzés típusa           | Mérkőzés               | Eredmény |
| --------------- | -------------------------- | ------------------------- | ---------------------- | -------- |
| 2011. június 2. | Kijelölt Stadion, Norvégia | előselejtező (B. csoport) | Norvégia–Hollandia     | 3 : 0    |
| 2011. június 5. | Kijelölt Stadion, Norvégia | előselejtező (B. csoport) | Norvégia–Spanyolország | 5 : 1    |
| 2011. június 8. | Kijelölt Stadion, Norvégia | az egyik elődöntő         | Németország–Svájc      | 3 : 1    |